# Annebault
Annebault é uma comuna francesa na região administrativa da Normandia, no departamento Calvados. Estende-se por uma área de 5,56 km². Em 2010 a comuna tinha 480 habitantes (densidade: 86,3 hab./km²).